# QIP 2012
QIP 2012 (ранее — «QIP 2010» и «QIP Infium») — бесплатная компьютерная программа с закрытым исходным кодом, предназначенная для передачи мгновенных сообщений (мессенджер) через общедоступные серверы. Поддерживает операционные системы семейства Microsoft Windows. Программа «QIP Infium» является прямым преемником программы «QIP 2005», но в отличие от «QIP 2005» поддерживает подключение внешних модулей (плагины) и несколько протоколов (OSCAR (протокол, реализованный в программах ICQ и AOL); XMPP (также известный как Jabber); протокол, реализованный в программе «Mail.ru Агент»; IRC; XIMSS; протокол, реализованный на сайте Facebook; протокол, реализованный на сайте Twitter и др. протоколы). Программа поддерживает USB-телефоны компании SkypeMate. В работе услуг передачи голоса и видео QIP сотрудничает с Mango Telecom. Реализация протокола XMPP (Jabber) для «QIP 2012» основана на Jabber-плагине к программе Miranda IM и распространяется по лицензии GPL, на что было получено разрешение разработчиков Miranda.

## Особенности программы
- Защита от спама и флуда со стороны тех, кто не входит в список контактов. Защита осуществляется путём отправки новому собеседнику несложного вопроса и сравнения полученного ответа с заранее известным. За счёт этого иногда становится возможным определение того, является ли новый собеседник рекламным роботом или живым человеком. Если ответ верен, то сообщения от этого собеседника принимаются.
- Графический интерфейс: одно окно с вкладками.
- Поддержка плагинов (модулей). Для создания плагинов предоставляется SDK. Плагины позволяют расширять возможности программы, например, могут вести логи в разнообразных форматах, могут добавить пункт в контекстное меню для поиска в интернете, могут сохранять статистику, могут выдавать напоминания, могут позволить собеседникам одновременно рисовать одно изображение, могут получать уведомления о новой почте, читать RSS-каналы, могут позволить собеседникам играть в логические игры.
- Уведомление о приходе новых писем на Яндекс- и Google-аккаунты, которые используются как Jabber-аккаунты, а также о новых письмах учётной записи Mail.ru Agent.
- Поддержка протокола, реализованного на сайте ВКонтакте.
- Возможность работать со списками видимости Jabber из меню контактов.
- Программа «QIP Infium» является несвободной программой. Исходный код программы закрыт, за исключением сторонних плагинов и реализации протокола Jabber[7].
- Программа предлагает регистрацию на сервере qip.ru.
- По умолчанию программа хранит на сервере qip.ru настройки и пароли к учётным записям всех протоколов.
- Поддержка голосовых и видеовызовов между клиентами «QIP Infium» (начиная со сборки 9040).

## Критика
QIP критикуют за:
- автоматическую установку статуса «QIP Infium — всё работает. Качай на www.qip.ru»;
- включённое по умолчанию хранение паролей (зашифрованных[8]) на сервере qip.ru;
- отсутствие поддержки передачи голоса через закрытый протокол сети Агент@Mail.ru;
- проприетарность;
- интеграции своего поискового сервиса в Windows, отменить которую достаточно трудно для неопытного пользователя[9];
- обязательная (автоматическая) регистрация jabber-аккаунта @qip.ru при установке и запуске программы, которую можно обойти лишь с помощью параметров запуска, что для неопытных пользователей не всегда доступно[10];
- своя закрытая и запутанная модель разработки, при которой даже не публикуются списки изменений.

## Одноплатформенность
«QIP Infium» не является кроссплатформенным приложением, так как структура программы довольно жёстко ориентирована на использование Windows API, и поэтому её практически нельзя портировать под другие операционные системы без переписывания с нуля. Однако имеется возможность использования программы в среде Unix-совместимых операционных систем с помощью Wine.

## Оперативность
Известно несколько случаев быстрого (в течение суток) решения проблем с протоколом OSCAR:
- 9 декабря 2008 года был запрещён протокол ICQ 5. Через несколько часов вышло обновление[12];
- 21 января 2009 года приблизительно в 13:00 по московскому времени компания AOL запретила все альтернативные клиенты ICQ с IP-адресов бывшего СССР — Jimm, Miranda IM, QIP… Версия, обходящая запрет, была подготовлена уже к полуночи[13]. Аналогичная ситуация повторилась 3 февраля[14].

Впрочем, пользователей некоторых других мессенджеров из этих трёх смен затронула только вторая, произошедшая 21 января 2009 года.

## История развития проекта

### QIP 2010
QIP 2010 — новая версия программы QIP, являющаяся веткой «QIP Infium» с упрощенным интерфейсом (слова разработчика). Основными отличиями текущей версии от «QIP Infium» являются:
- поддержка двух режимов интерфейса — упрощенного (максимально похож на интерфейс «QIP 2005», используется по умолчанию, статусы для всех учётных записей всегда устанавливаются одновременно) и «режима опытного пользователя» (возможна установка статусов по отдельности для разных учётных записей, как в «QIP Infium»);
- наличие в дистрибутиве двух скинов — «QIP 2005» и «QIP Infium»;
- значительная переработка кода, ответственного за работу с метаконтактами (по заявлениям разработчиков);
- возможность указать параметры запуска (например, изолированный режим) в диалоговом окне.

Реализация протокола XMPP (Jabber) портирована в QIP 2010 из программы Miranda IM по специальному соглашению с её разработчиками.
Поддержка QIP 2010 прекращена. Разработчики занимаются поддержкой и развитием QIP 2012.

### QIP 2012
QIP 2012 — новая версия программы QIP. Основана на коде QIP 2010. Отличается интерфейсом, основанным на едином окне взамен раздельных окон контакт-листа и сообщений.
С 28 декабря 2018 года ICQ отключил поддержку старой версии протокола, в связи с чем QIP всех версий больше не работает с ICQ.